# 4372 Quincy
A 4372 Quincy (ideiglenes jelöléssel 1984 TB) a Naprendszer kisbolygóövében található aszteroida. Az Oak Ridge Observatory fedezte fel 1984. október 3-án.